# Magyar Szó (hetilap, 1919–1920)
A Magyar Szó nagyváradi hetilap volt 1919–1920-ban.

## Története
Szépirodalmi folyóirat. Első száma Nagyváradon 1919. június 15-én jelent meg mint a Fehér Dezső szerkesztette Nagyváradi Napló társlapja. Első szerkesztője Tabéry Géza, majd 1920 januárjától kezdve – már román fennhatóság alatt – Bíró László, később Sipos Iván és Páter Ervin. Az első évfolyamból 28, a másodikból 15 szám jelent meg, az utolsó 1920. április 11-én. A kis formátumú, tizenhat oldalas, gondosan szerkesztett hetilap, melynek címlapját Mottl Román iparművész-tanár tervezte, széles munkatársi gárdát toborzott maga köré, nemes versenyben a Zsolt Béla szerkesztésében szinte egyidejűleg indult Tavasz című irodalmi hetilappal.
Állandó munkatárs az akkor Nagyváradon tevékenykedő Csermely Gyula, Hilf László, Huzella Ödön és Nadányi Zoltán, rendszeresen küldött írásokat Kolozsvárról Bárd Oszkár, Ligeti Ernő, Reményik Sándor és Szentimrei Jenő, Nagyenyedről Berde Mária, Temesvárról Szabolcska Mihály; szerepel a szegedi Juhász Gyula, a debreceni Oláh Gábor, valamint a Belgrádba sodródott Manojlovics Tódor. A Magyar Szó felfedezettje P. Gulácsy Irén, akinek pályakezdő írásai itt jelentek meg. A lap Ady és a Nyugat modern törekvéseit folytatta.
Változatos rovataiban szó esett az erdélyi magyar színészet kezdeteiről, a Szigligeti Társaság múltjáról, az Ady Endre Társaság megalakítása körüli vitákról; arcképsorozatban elevenítették fel a bihari közélet jeles képviselőinek emlékét. A Hét Fóruma rovat időszerű kérdéseket vetett fel, néhány számban a Gyermekeknek rovat is helyet kapott.